# 캐슬바니아 연대기
《캐슬바니아 연대기》(Castlevania Chronicles)는 코나미가 개발한 액션 플랫폼 게임이다. 1991년의 《슈퍼 캐슬바니아 IV》와 마찬가지로 캐슬바니아 시리즈의 첫번째 작품인 〈캐슬바니아〉를 리메이크한 작품으로, 사이먼 벨몬트가 트랜실바니아 지역에 저주를 내린 드라큘라를 물리치는 내용을 담았다.
원래는 1993년에 샤프 X68000 컴퓨터 전용으로 《악마성 드라큘라》(悪魔城ドラキュラ)라는 제목으로 개발된 게임이었으나, 2001년 플레이스테이션으로 이식돼 재발매됐다. 《연대기》 버전은 신규 플레이어를 '어레인지 모드' 등 새로운 기능들이 탑재됐다. 이후 2008년 플레이스테이션 버전이 플레이스테이션 네트워크로 다운로드판이 출시됐다.

## 평가
| 평가                                                                      |        |
| ------------------------------------------------------------------------- | ------ |
| 평론 점수 평론사 점수 올게임 [ 4 ] 게임스팟 6.1/10 [ 5 ] IGN 7.8/10 [ 6 ] |        |
| 평론 점수                                                                 |        |
| 평론사                                                                    | 점수   |
| 올게임                                                                    | [ 4 ]  |
| 게임스팟                                                                  | 6.1/10 |
| IGN                                                                       | 7.8/10 |